# Verse (Popmusik)
Der Verse [vɜː(r)s] (englisch für „Vers“ oder „Strophe“) bezeichnet vor allem in der angloamerikanischen Unterhaltungsmusik den Abschnitt eines Songs, der dem Refrain vorangestellt ist und in der Regel einleitenden Charakter hat. Er wird nicht selten im Tempo rubato vorgetragen.
Insbesondere in der ersten Hälfte des 20. Jahrhunderts waren amerikanische (seltener auch britische) Popsongs formal sowohl aus einem Verse als auch aus einem Chorus zusammengesetzt. Seit der Mitte des 20. Jahrhunderts bestehen die meisten Songs nur noch aus einem Chorus. Auch bei Songs, die über Verse und Chorus verfügen, wird heute jenseits von Musicalaufführungen häufig der Verse nicht mehr vorgetragen. Während im Jazzgesang in Ausnahmefällen auch der Verse in die Interpretation eines Songs einbezogen wird, bleibt er im instrumentalen Jazz unberücksichtigt; dort wird nur der Chorus gespielt (eine Ausnahme stellt häufig Lush Life dar).

## Songs mit Verse und Chorus
- That’ll Be the Day (Buddy Holly; 1957)[2]
- Be My Baby (The Ronettes; 1963)[2]
- California Girls (The Beach Boys; 1965)[2]
- Penny Lane (The Beatles; 1967)[2]
- All You Need Is Love (The Beatles; 1967)[2]
- Foxy Lady (Jimi Hendrix; 1967)[2]
- Smoke on the Water (Deep Purple; 1973)[2]